# Gallaudet University

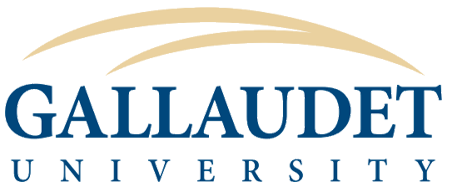
logo Gallaudet University

Gallaudet University is de eerste en voor zover bekend enige universiteit ter wereld voor doven en slechthorenden. De universiteit is vernoemd naar Thomas Hopkins Gallaudet, die zich sterk maakte voor verbetering van het onderwijs aan doven. Het is op 16 februari 1857 opgericht te Washington D.C., toen nog onder de naam "National Deaf Mute College".

## Deaf President Now (1988)
Studentendemonstraties op de Gallaudet-universiteit op 9 maart 1988 zorgden ervoor dat doven voor het eerst als een culturele groepering werden gezien. Dove studenten waren woedend toen zoals altijd een horend persoon werd benoemd als de nieuwe voorzitter van de universiteit. Men vond dat de dovengemeenschap met dit soort benoemingen te veel werd betutteld en gemarginaliseerd.
Na minder dan een week aan activiteiten tegen de benoeming trad de ook om zijn onjuiste uitspraken over de vaardigheden van doven bekritiseerde voorzitter af om plaats te maken voor King Jordan, de eerste dove voorzitter in de geschiedenis van de universiteit.

## Gallaudet United Now Movement (2006)
In mei 2006 werd Jane Fernandes als opvolger van King Jordan benoemd, waartegen wederom protesten van de studenten kwamen. Volgens Fernandes was dat omdat ze haar niet "dovencultuur" genoeg zouden vinden. Maar de kritiek van de studenten betrof haar manier van leidinggeven en de verdenking van corruptie bij het selectieproces.
Na maandenlange protesten, waarbij zelfs de campus werd geblokkeerd en een tentenkamp opgezet, trok het bestuur in oktober 2006 de aanstelling in om de rust en eenheid te herstellen. Wel werden de studenten individueel aansprakelijk gesteld voor de schade en het overtreden van regels.